# Ernst Beyeler (Eishockeyspieler)
Ernst Beyeler (* 19. April 1929) ist ein ehemaliger Schweizer Eishockeytorhüter.

## Karriere
Beyeler war von 1958 bis 1960 zweiter Torhüter hinter SC-Bern-Legende René Kiener. Während dieser Zeit gewann er mit dem Stadtberner Verein im Jahr 1959 unter Cheftrainer Ernst Wenger die Schweizer Meisterschaft.